# Сон, Лаврентий Дядюнович
Лавре́нтий Дядю́нович Сон (2 февраля 1941, Каратальский район, Талды-Курганская область, Казахская ССР) — советский и казахстанский кинорежиссёр. Заместитель главного редактора АО «Казахфильм» им. Ш. Айманова. Заслуженный деятель Казахстана (2022).

## Биография
Родители Лаврентия — из корейцев, переселённых в Среднюю Азию с Дальнего Востока. Отец — Сон Дядюн.
В 1958 году, окончив среднюю школу в г. Нукус (Каракалпакская АССР), поступил в Свердловский радиотехнический техникум имени А. С. Попова (Свердловск). По направлению работал техником-конструктором на радиозаводе в Барнауле, затем в Секторе ионосферы Академии наук Казахской ССР. В 1963 году поступил на сценарный факультет Всесоюзного государственного института кинематографии. После его окончания был направлен на работу в качестве штатного сценариста на киностудию «Казахфильм». С 1976 года одновременно стал работать и как режиссёр-постановщик игровых фильмов.
В 1989 году организовал Творческое объединение писателей, ученых и кинематографистов «ТЫ и Я», которое производило документальные фильмы об истории, культуре и быте малочисленных народов СССР (затем СНГ). Работал в нём в качестве художественного руководителя, продюсера, автора сценариев, режиссёра и режиссёра-монтажёра. В 1991 году Творческое объединение «ТЫ и Я» было реорганизовано в частную компанию «Сонг Синема».
Документальные фильмы «Сонг Синема» (более 20) участвовали на международных фестивалях документальных фильмов, где удостаивались призов (гг. Берлин, Пярну, Париж, Лима, Токио, Хельсинки, Сеул, Виль-сюр-Ирон).

## Фильмография
- Транссибирский экспресс (1977) — актёр.
- Примите Адама! (1984) — режиссёр.
- Программа этнографических фильмов, (Приз Марии Русполи на Международном фестивале документальных фильмов, Париж, Франция, 1991)
- «Опыт» (III-й Приз на Международном фестивале телевизионных фильмов, Сеул, Республика Корея, 1992)
- «Корё сарам» (고려 사람)
- «Посещение кладбища»
- «Полюбил турчанку турок»
- «Учитель музыки»
- «Астана» (2 серии, автор сценария)
- «Потому что любил…»
- «Чем порадовать сердце?»
- «Директор школы» (Первый приз на IV-ом Международном фестивале документальных фильмов в Виль-сюр-Ирон, Франция, май 2002)
- «Тамыр»
- «Враг народа» (Гран при 9-го Международного телефорума, проект «Лики Евразии», Москва, ноябрь 2006)

## Литературная деятельность

### Пьесы
«Весенний ветер», «День рождения», «Шу-шу-шу...», «Память» (кор. 기억), «Умереть во гневе», «Авария» (в соавторстве с С. Нарымбетовым), «Соболини», «Приключение феи на грешной земле», «Женитьба деревенского дурачка», «Третий муж», «Симченден-2005», «Академические беседы».

### Рассказы, эссе, повести
«Куда улетают самолеты?», «Площадь треугольника», «Вспомним лето и не раз», «Внутреннее сопротивление», «Don Basilio», «Уроки музыки», «Белого журавля полет», «Leo – menscheskind, или Полон рот воды», «Несколько «па» гадкого утенка», «Слалом верующего Владимира», «Мажекен», «Вечное движение», «Прическа Бельмондо», «Москва, Лермонтовская...».
Двухтомник: повесть, рассказы, киносценарии и пьесы (2006 г.).

## Издательская деятельность
Книги корейских русскоязычных писателей: «Страницы лунного календаря», «Сны нерожденных», «Последний взгляд», «Горсть океана», «Невидимый остров», «Треугольная земля», «Лето с любимым», «Дорожка феи в саду», «Поезд памяти».

## Государственные награды
- Заслуженный деятель Казахстана (21 мая 2022 года) — за выдающиеся достижения в сфере культуры и особые заслуги перед Республикой Казахстан[1]
- Почётный знак «Мәдениет Қайраткері» («Заслуженный деятель культуры») Министерства культуры Республики Казахстан
- Почётная грамота Президента Республики Казахстан

## Интересные факты
Однокурсниками Лаврентия Сона во ВГИКе были Олег Табаков и Кадзуо Окада (Tokyo Cinema), до сих пор они остаются друзьями.